# David Allan Coe
David Allan Coe (* 6. září 1939 v Akron, Ohio, USA) je americký country zpěvák, skladatel a představitel tzv. "psanecké country".
Během své kariéry složil více než 280 písní – ať už je zpíval sám, nebo např. Tanya Tuckerová (napsal jí hit Would You Lay With Me) nebo Johnny Paycheck (stal se autorem jeho hitu Take This Job And Shove It) atd. Jako zpěvák se do "Top 10" countryového singlového prodeje dostal pouze třikrát, a to s písní You Never Even Called Me By My Name v roce 1975, The Ride v roce 1983 a Mona Lisa Lost Her Smile v roce 1984. Vydal přes 40 studiových alb, z toho se svým posledním (z roku 2006) se dostal na 38. místo žebříčku nejprodávanějších alb USA. Jeho píseň Tennessee Whiskey nazpívala v coververzi Petra Černocká. Coe má dvě děti, v roce 2010 se podruhé oženil.